# (3928) Randa
(3928) Randa (1981 PG) – planetoida z pasa głównego asteroid okrążająca Słońce w ciągu 3,37 lat w średniej odległości 2,25 j.a. Odkryta 4 sierpnia 1981 roku.